# HNK Mesihovina
HNK Mesihovina je bosanskohercegovački nogometni klub iz istoimenog mjesta na jugu općine Tomislavgrada.

## Povijest
Za datum utemeljenja kluba uzima se 10. kolovoza 1974. iz kojega potječe i prvi pisani dokument o postojanju kluba, ali nogomet se u Mesihovini igrao i ranije. 
HNK Mesihovina od sezone 2019./20. nastupa u Međužupanijska liga HBŽ i ZHŽ.

## Pregled plasmana po sezonama
| Sezona    | Rang | Liga                          | Plasman | Izvori |
| --------- | ---- | ----------------------------- | ------- | ------ |
| 2019./20. | IV.  | Međužupanijska liga HBŽ i ZHŽ | 6.      | [ 1 ]  |
| 2020./21. | IV.  | Međužupanijska liga HBŽ i ZHŽ | 4.      | [ 2 ]  |
| 2021./22. | IV.  | Međužupanijska liga HBŽ i ZHŽ | 2.      | [ 3 ]  |
| 2022./23. | IV.  | Međužupanijska liga HBŽ i ZHŽ | 4.      | [ 4 ]  |
| 2023./24. | IV.  | Međužupanijska liga HBŽ i ZHŽ | 7.      | [ 5 ]  |
| 2024./25. | IV.  | Međužupanijska liga HBŽ i ZHŽ | –       |        |

## Grb i dres
Grb HNK Mesihovina u sebi sadrži 6 elemenata od kojih svaki ima svoju simboliku.
1. Naziv kluba HNK MESIHOVINA ispisan crvenom bojom.
2. Godina osnutka 1974 ispisana plavom bojom.
3. Kružnu trobojnicu crven-bijeli-plavi koja simbolizira pripadnost hrvatskom narodu.
4. Stiliziranog sokola u letu u crvenoj boji koji simbolizira snagu.
5. Zlatnu loptu koja simbolizira poimanje nogometa kao najsjajnijeg sporta.
6. Hrvatski trolist kojim se odaje počast Hrvatskom domobranstvu i svima koji su pali za domovinu.[6]

Igrači HNK Mesihovina nastupaju u crnim (domaća garnitura) i bijelim (gostujuća garnitura) dresovima.

## Vanjske poveznice
- Službena stranica  Arhivirana inačica izvorne stranice od 4. prosinca 2018. (Wayback Machine)